# Irish Futbol Club
L'Irish Futbol Club (o Irish Foot-ball Club com era escrit a l'època) va ser un equip de futbol d'inicis de Segle XX de la ciutat de Barcelona.

## Història
El club va néixer el 27 d'octubre de 1901, poc abans del començament de la temporada 1901-1902, a partir de la fusió del Club Catalunya i l'Espanyol Infantil, essent el primer president Carles Renter, qui fou més endavant substituït per Juli Marial i Mundet. El club vestia camisa meitat blanca meitat vermella amb pantalons blancs. Jugava els seus partits al Nou Velòdrom de Barcelona del carrer Aragó.
En els dos primers anys de vida disputà amistosos i tornejos menors com la Medalla de la Federació Gimnàstica Espanyola, on acabà en tercera posició, i el Pergamí Bargés, del qual en fou subcampió. L'any 1903 participà ja a la Copa Barcelona on finalitzà en cinquena posició. El 12 de novembre de 1902, juntament amb altres clubs com el FC Barcelona, l'Hispània AC, el Català FC o l'Universitari SC, fou un dels membres fundadors de l'Associació Clubs de Foot-ball, embrió de la Federació Catalana de Futbol. En finalitzar la temporada 1902-03 desapareix el club, i el seu camp és ocupat pel FC X.

## Temporades
| Any  | Campionat      | Posició |
| ---- | -------------- | ------- |
| 1902 | Medalla F.G.E. | 3r      |
| 1902 | Pergamí Bargés | 2n      |
| 1903 | Copa Barcelona | 5è      |